# Skaldens morgonpsalm
Skaldens morgonpsalm är en dikt skriven av den svenske författaren Esaias Tegnér. Den publicerades 1813.

### Fotnoter
1. ↑  ”Antologi”. Stockholms stadsbibliotek. 5 mars 2014. https://biblioteket.stockholm.se/titel/444073. Läst 31 december 2016.